# أليس أجوجينو
أليس ميرنر أجوجينو (بالإنجليزية: Alice Agogino)‏ (ولدت عام 1952) هي مهندسة ميكانيكية أمريكية معروفة بعملها في إدخال النساء والأقليات العرقية في مجالات الهندسة وأبحاثها في مجال الذكاء الاصطناعي والتصميم بمساعدة الكمبيوتر وأنظمة التعلم الذكية وشبكات الاستشعار اللاسلكية.

## النشأة والتعلم
التحقت أجوجينو بجامعة نيو مكسيكو للحصول على تعليمها الجامعي، واستحقت شهادتها الجامعية في الهندسة الميكانيكية عام 1975. حصلت على شهادة الماجستير بعد ثلاث سنوات من جامعة كاليفورنيا، بركيلي. عمل الدكتوراه لها معني بالهندسة والأنظمة الاقتصادية والذي أدى إلى جامعة ستانفورد. حصلت على الدكتوراه هناك عام 1984.

## المهنة والبحث
بدأت أجوجينو حياتها المهنية بينما ما كانت طالبة جامعية وذلك بمهمة كلفة بها كمهندسة مشروع لشركة دو الكيمائية في الفترة من عام 1972 إلى 1973. بينما كانت تعمل على شهادة الماجستير وخلال السنة الأولى من دراسات الدكتوراه، كانت مهندسة ميكانيك ومتخصصة انظمة في جنرال إلكتريك. أسست شركتها الخاصة عام 1979، أجوجينو للهندسة، والتي ما تزال موجودة. في عام 1980، قضت أجوجينو سنة كمحللة أنظمة لصالح اس ار آي. من 1980 إلى 1981 قادت برنامج النساء في الهندسة في جامعة سانتا كلارا. عملت أجوجينو أستاذاً مساعداً في الهندسة الميكانيكية بجامعة كاليفورنيا، بيركلي عام 1984، هي الآن أستاذة في جامعة روسكو وإليزابيث هوز للهندسة الميكانيكية.
من عام 1995 إلى 1999 كانت عميدة مساعدة لكلية الهندسة في بركيلي، ومن 1999 إلى 2001 كانت مديرة برنامج تكنولوجيا التعليمي. تم تمويلها من قبل المؤسسة الوطنية للعلوم للعمل مع Synthesis، وهو برنامج يشجع التعليم الهندسي على المستوى الجامعي. عملت في اللجان المهنية للمؤسسة الوطنية للعلوم، والمجلس القومي للبحوث، والأكاديمية الوطنية للهندسة. يركز بحثها الحالي على التكنولوجيا المستدامة.
تعمل أجوجينو كمديرة مختبر بيست (بيركلي للطاقة والتقنيات المستدامة، بيركلي لتقنيات النظم الخبيرة، بيركلي للضغوط العامة الناشئة للفضاء. وهي تعمل حاليًا كرئيسة مجموعة الدراسات العليا في هندسة التطوير ومديرة التعليم بمركز بلوم للاقتصادات الناشئة.
شغلت أجوجينو منصب رئيسة قسم مجلس الشيوخ الأكاديمي في بيركلي بين عامي 2005 و 2006، وكانت قبلها تشغل منصب نائبة الرئيس لنفس القسم خلال السنة الدراسية 2004-2005. وقد عملت في مناصب إدارية أخرى في جامعة كاليفورنيا بيركلي، من ضمنها منصب عميدة مساعدة لكلية الهندسة ومساعدة هيئة التدريس لنائب الرئيس التنفيذي وعميدة في التطوير والتقنية التعليمية. وعملت أيضًا كمديرة تحالف سينثيسيس، وهو تحالف برعاية مؤسسة العلوم الوطنية يتكون من ثمان جامعات بهدف إصلاح التعليم الهندسي الجامعي، وهي متسمرة في منصبها كمديرة مؤسسة لكتبة إنجنيرنغ باثواي الرقمية للمناهج التعليمية الهندسية.
أشرفت  أجوجينو على 194 مشروع شهادة ماجستير، 55 أطروحة دكتوراه وعلى العديد من الباحثين الجامعيين.
تتضمن اهتمامات أجوجينو البحثية: الروبوتيات الناعمة؛ التصميم على أساس المجتمع؛ هندسة التطوير؛ الهندسة المستدامة؛ إنترنت الأشياء؛ نظم التعلم الذكية؛ استرجاع المعلومات واستخراج البيانات؛ تصميم المنتجات الاستراتيجية ومتعددة الأهداف؛ الاستمثال غير الخطي؛ التصميم الاحتمالي؛ التحكم والتصنيع الذكي؛ التحقق من المستشعر؛ الاندماج والتشخيص؛ شبكات الاستشعار اللاسلكية؛ طرق ونظرية التصميم؛ تركيب النظم الكهروميكانيكية الصغرى والتصميم بمساعدة الحاسوب؛ النظم الخبيرة والذكاء والقرار الاصطناعي؛ العدالة العرقية/الجنسية.

## التكريم والجوائز
أجوجينو زميلة في العديد من الجمعيات العلمية، متضمنة الأكاديمية الوطنية للهندسة (1997)، والرابطة الأمريكية للعلوم المتقدمة، والأكاديمية الأوروبية للعلوم، ورابطة النساء في العلوم، والجمعية الأمريكية للمهندسين الميكانيكيين. وهي عضو في جمعية نساء مهندسات ومعهد مهندسي الكهرباء والإلكترونيات.
حصلت أيضاً على عدد من الجوائز:
- جائزة الباحث الشاب الرئاسية، المؤسسة الوطنية للعلوم (1985).
- مهندس التصنيع الشبابي للسنة، جمعية مهندسو التصنيع (1987).
- جائزة المدير لعلماء التدريس المتميزين، المؤسسة الوطنية للعلوم (2004).
- جائزة المستشار للتميز المؤسسي المتقدم، بركيلي (2006).
- أستاذ العام،Pi Tau Sigma جمعية شرفية دولية في مجال الهندسة الميكانيكية في بركيلي (2011).
- جائزة التدريب (التوجيه) مدى الحياة، الرابطة الأمريكية للعلوم المتقدمة (2012-2013).[12]
- الجائزة الرئاسية للتميز في العلوم والرياضيات والتوجيه الهندسي (2018).[13]